# Префектура Теспротија
Префектура Теспротија је област на западу периферије Епир и истоимене покрајине Епир у северозападној Грчкој. Управно средиште ове префектуре је град Игуменица.

## Природне одлике
Префектура Игуменица је приморска префектура, која на западу излази на Јонско море. Са те стране, преко мора, налази се острвска Префектура Крф, удаљена 10-20 км. С обзиром да је префектура на самом ободу Грчке и прилично мала по свим особинама она нема много граничних префектура (погледати: Префектуре у Грчкој). Северна граница префектуре је најзападнији део границе Грчке према Албанији. Са југа се Теспротија граничи са префектуром Превеза, а са истока префектуром Јањина.
Највећи део префектуре Теспротија је планински и укључује неколико нижих приморских планина из ланца Пинда. Планине су кешевите и негостољубиве за живот. У овој области постоје две реке: Каламас и Ахерон. Плодни и за живот гостољубиви делови се налазе у приморју и долинама у јужној половини префектуре. Теспротија, тачније њено седиште град Игуменица, представља завршетак савременог пута Игњација, који се разликује од старе трасе овог пута, која се налази северније, у Албанији. Овај нови ауто-пут је други по важности у Грчкој.
Клима у префектури Теспротија је у приморским деловимасредоземна, да би на још већим висинама прешла у њену оштрију варијанту.

## Историја
У доба антике ова област је била део подручја старе Грчке, али изван главних историјских токова. У каснијим епохама долази владавина Римљана, затим Византинаца и на крају Турака Османлија. Ово подручје поново је постало део савремене Грчке тек 1913. г. Пред Други светски рат из ове области исељено је месно албанско становништво у циљу спречавања оцепљења области од Грчке. Други светски рат и Грађански рат у Грчкој су тешко погодили ову област. Префектура је протеклих деценија била осавремењена, али то није спречило исељавање становништва из њеног већег дела, поготово из пограничног планинског подручја на северу. Последњих година најважнија месна ствар је изградња савременог ауто-пута Игњација.

## Становништво
Главно становништво Теспротије су Грци. До Другог светског рата овде је живела и албанска мањина, која је протерана због сарадње са окупатором. За разлику од бројних грчких префектура у Теспротији доминира сеоско становништво (око 60%). Игуменица је највеће насеље и једини значајан град у префектури.

## Привреда
Префектура Теспротија је као махом планинско подручје традиционално везана за сточарство и шумарство. Пољопривреда је значајна у проморском делу. После изградње ауто-пута Игњација порастао је значај префектуре и њеног седишта Игуменице, као нове важне луке у Грчкој.